# César Falletti
César Alejandro Falletti Dos Santos, meglio noto come César Falletti (Artigas, 2 dicembre 1992), è un calciatore uruguaiano con cittadinanza italiana, centrocampista del Mantova.
Con 49 reti realizzate complessivamente, occupa il terzo posto tra i Migliori realizzatori della Ternana.
Nel 2021 gli è stato assegnato il premio Miglior calciatore della Serie C AIC.

## Caratteristiche tecniche
Di corporatura esile, dispone di un'ottima visione di gioco. Centrocampista duttile, veloce e di buona tecnica individuale, sa adattarsi in vari ruoli in mezzo al campo, specie come trequartista, ma ha più volte ricoperto il ruolo di attaccante esterno.

## Carriera

### Club
Cresce nel Cerro, nella cui prima squadra arriva ad esordire nella stagione 2011-2012 disputando 9 partite nel campionato uruguaiano, mentre nella stagione successiva gioca da titolare, ottenendo 30 presenze equamente distribuite fra torneo di Apertura e torneo di Clausura.
Il 30 agosto 2013, arrivato il transfert dalla federazione uruguaiana, viene ufficializzato il suo acquisto a titolo definitivo dalla Ternana; Conclude la prima stagione in Serie B con 24 presenze e nessuna rete, al di sotto delle aspettative. Pur trovando meno spazio, migliore è la sua seconda annata in rossoverde in cui trova peraltro il primo gol con la maglia delle Fere, siglato il 22 novembre 2014 nel sentito derby umbro contro il Perugia (sfida terminata 2-2). La stagione 2015-2016 parte con il piede giusto riuscendo a totalizzare 5 reti nelle prime 16 giornate, e il 12 dicembre nella sfida interna vinta 4-0 contro il Como segna il gol numero 1000 della Ternana in Serie B. Al termine della stagione 2016-17 lascia la società rossoverde dopo 4 stagioni e 124 presenze con 18 reti messe a segno.
Il 19 luglio 2017 viene ufficializzato l'acquisto di César Falletti da parte del Bologna. Dopo due mesi di stop per infortunio il 26 ottobre esordisce con la nuova maglia ed in Serie A nella partita persa in casa dagli emiliani per 2-1 contro la Lazio. Gioca per la prima volta da titolare il 18 febbraio 2018 alla nona partita in A giocata e vinta per 2-1 nel derby contro il Sassuolo, in cui tuttavia venne sostituito dopo una prestazione deludente dal connazionale (oltre che compagno di squadra a Terni, arrivato nell'estate 2013 insieme a Falletti in Umbria, e trasferitosi in Emilia insieme a lui nell'estate 2017) Felipe Avenatti al 54º minuto.
La settimana successiva si riscatta segnando il 2-0 finale nella vittoria interna contro il Genoa, dopo essere subentrato al 62º minuto all'infortunato Andrea Poli.
Il 13 agosto 2018 passa, con la formula del prestito, al Palermo, squadra militante in Serie B. Debutta in maglia rosanero il 25 agosto, alla prima giornata di Serie B disputata all'Arechi contro la Salernitana e terminata 0-0, subentrando al 33' del secondo tempo ad Aleksandar Trajkovski. Segna il primo gol con il Palermo il 30 ottobre 2018 nella gara esterna vinta per 0-3 contro il Carpi e valevole per la 10ª giornata di Serie B.
Rientrato al Bologna, il 27 agosto 2019 passa in prestito  al Club Tijuana.  Esordisce il 29 agosto, subentrando al 69' della partita vinta in casa per 3-2 contro il Cruz Azul, valida per la settima giornata del campionato messicano 2019-2020.
Il 7 settembre 2020 torna alla Ternana, in Serie C. Fornisce un importante contributo al ritorno dei rossoverdi in serie cadetta, realizzando 17 reti in Serie C nel 2020-2021.
Il 9 gennaio 2024 si trasferisce a titolo definitivo alla Cremonese. Il 27 febbraio segna la prima rete con i grigiorossi, nel successo per 2-1 in casa della Sampdoria.
Il 30 agosto 2024 passa in prestito con diritto di riscatto al Bari, in Serie B. Il 29 dicembre segna la sua prima rete con i pugliesi, aprendo le marcature su calcio di rigore nella vittoria per 2-0 contro lo Spezia. Termina la stagione con 27 presenze e un gol. 
Rientrato alla Cremonese al termine del prestito ai biancorossi, il 9 luglio 2025 passa a titolo definitivo al Mantova, in Serie B, con cui firma un contratto biennale.

### Nazionale
Dal 2010 al 2012 ha fatto parte dell'Under-20 dell'Uruguay, giocando fra l'altro il mondiale del 2011 in Colombia e raccogliendo in tutto 5 presenze e una rete. Dal 2012 al 2014 è stato convocato saltuariamente nell'Under-21 uruguaiana in cui ha all'attivo una presenza.

## Statistiche

### Presenze e reti nei club
Statistiche aggiornate al 13 maggio 2025.
| Stagione        | Squadra         | Campionato      | Campionato | Campionato | Coppe nazionali | Coppe nazionali | Coppe nazionali | Coppe continentali | Coppe continentali | Coppe continentali | Altre coppe | Altre coppe | Altre coppe | Totale | Totale |
| Stagione        | Squadra         | Comp            | Pres       | Reti       | Comp            | Pres            | Reti            | Comp               | Pres               | Reti               | Comp        | Pres        | Reti        | Pres   | Reti   |
| --------------- | --------------- | --------------- | ---------- | ---------- | --------------- | --------------- | --------------- | ------------------ | ------------------ | ------------------ | ----------- | ----------- | ----------- | ------ | ------ |
| 2011-2012       | Cerro           | PD              | 9          | 1          |                 | -               | -               |                    | -                  | -                  |             | -           | -           | 9      | 1      |
| 2012-2013       | Cerro           | PD              | 30         | 4          |                 | -               | -               |                    | -                  | -                  |             | -           | -           | 30     | 4      |
| Totale Cerro    | Totale Cerro    | Totale Cerro    | 39         | 5          |                 | -               | -               |                    | -                  | -                  |             | -           | -           | 39     | 5      |
| 2013-2014       | Ternana         | B               | 24         | 0          | CI              | 0               | 0               |                    | -                  | -                  |             | -           | -           | 24     | 0      |
| 2014-2015       | Ternana         | B               | 20         | 1          | CI              | 1               | 0               |                    | -                  | -                  |             | -           | -           | 21     | 1      |
| 2015-2016       | Ternana         | B               | 40         | 10         | CI              | 2               | 0               |                    | -                  | -                  |             | -           | -           | 42     | 10     |
| 2016-2017       | Ternana         | B               | 40         | 7          | CI              | 1               | 0               |                    | -                  | -                  |             | -           | -           | 41     | 7      |
| 2017-2018       | Bologna         | A               | 13         | 1          | CI              | 0               | 0               |                    | -                  | -                  |             | -           | -           | 13     | 1      |
| 2018-2019       | Palermo         | B               | 32         | 4          | CI              | 0               | 0               |                    | -                  | -                  |             | -           | -           | 32     | 4      |
| 2019-2020       | Club Tijuana    | PD              | 8          | 0          | CM              | 4               | 0               |                    | -                  | -                  |             | -           | -           | 12     | 0      |
| 2020-2021       | Ternana         | C               | 32         | 17         | CI              | 1               | 0               |                    | -                  | -                  | SC-C        | 2           | 0           | 35     | 17     |
| 2021-2022       | Ternana         | B               | 20         | 8          | CI              | 2               | 2               |                    | -                  | -                  |             | -           | -           | 22     | 10     |
| 2022-2023       | Ternana         | B               | 32         | 3          | CI              | 0               | 0               |                    | -                  | -                  |             | -           | -           | 32     | 3      |
| 2023-gen. 2024  | Ternana         | B               | 19         | 1          | CI              | 1               | 0               |                    | -                  | -                  |             | -           | -           | 20     | 1      |
| Totale Ternana  | Totale Ternana  | Totale Ternana  | 227        | 47         |                 | 8               | 2               |                    | -                  | -                  |             | 2           | 0           | 237    | 49     |
| gen.-giu. 2024  | Cremonese       | B               | 17+2       | 1          | CI              | -               | -               |                    | -                  | -                  |             | -           | -           | 19     | 1      |
| 2024-2025       | Bari            | B               | 27         | 1          | CI              | -               | -               |                    | -                  | -                  |             | -           | -           | 27     | 1      |
| 2025-2026       | Mantova         | B               | 0          | 0          | CI              | -               | -               |                    | -                  | -                  |             | -           | -           | 0      | 0      |
| Totale carriera | Totale carriera | Totale carriera | 365        | 59         |                 | 12              | 2               |                    | -                  | -                  |             | 2           | 0           | 379    | 61     |

## Palmarès

### Club
- Serie C: 1

Ternana: 2020-2021 (Girone C)
- Supercoppa di Serie C: 1

Ternana: 2021

### Individuale
- Capocannoniere della Serie C: 1

2020-2021 (Girone C, 17 gol, a pari merito con Anthony Partipilo)